# 普卡薩利亞山
13°50′17″S 70°54′37″W / 13.83806°S 70.91028°W
普卡薩利亞山（Pucasalla），是秘魯的山峰，位於該國東南部庫斯科大區，由坎奇斯省的皮圖馬卡區負責管轄，屬於韋爾卡努塔山脈的一部分，海拔高度約5,400米。